# Amy Records
Amy Records war ein US-amerikanisches Musiklabel in New York, das in den 1960er Jahren auf dem Sektor der Unterhaltungsmusik aktiv war.

## Geschichte
Al Massler, Präsident der Plattenfirma Bell, gründete Amy Records 1960 als Sublabel seines New Yorker Unternehmens. Amy nahm im März 1960 die Plattenproduktion auf und begann ihre Katalognummern bei den Singles mit Nummer 801 (The Star Steppers: The You're Gone / First Sign Of Love).
Bereits im April 1960 tauchte die erste Amy-Single in den Hot 100 des Musikmagazins Billbord auf. Mit dem Titel The Madison erreichte die Band Al Brown's Tunetoppers der 23. Platz. The Madison war anschließend auch der Titel der ersten Langspielplatte von Amy. Mit dem 10. Platz für Midnight Mary erreichte Joey Powers 1963 der ersten Top-10-Erfolg für Amy. Erfolgreichster Interpret war der Rhythm-and-Blues-Sänger Lee Dorsey. Er kam 1965 zu Amy und veröffentlichte dort 17 Singles und zwei Langspielplatten und wurde damit zum meistbeschäftigten Interpreten der Plattenfirma. Mit sieben Titeln kam er in die Hot 100 und lieferte mit Working in the Coal Mine mit Platz acht die beste Platzierung für Amy. Nur einen Rang schlechter lag Del Shannon mit seinem Titel Keep Searchin' . Auch er gehörte mit acht Singles und drei Langspielplatten zu den Aktivsten bei Amy. Neben den einheimischen Interpreten verlegte Amy auch Platten mit Künstlern aus Großbritannien wie Adam Faith und Cliff Bennet.
Nachdem Larry Uttal 1961 die Bell-Amy-Gruppe erworben hatte, ließ er 1969 die Produktion bei Amy einstellen und führte nur noch Bell Records weiter, ohne die Verträge der Amy-Künstler zu übernehmen. Innerhalb von zehn Jahren waren bei Amy etwa 260 Singles und 13 Langspielplatten produziert worden.

## Interpreten mit den meisten Singles
- Lee Dorsey (17)
- Mighty Sam (8)
- Del Shannon (8)
- Tracey Dey (6)
- Adam Faith (5)
- Clyde McPhatter (5)
- Joey Powers (5)
- The Rondells (5)
- Al Brown (4)
- Tico and the Triumphs (Paul Simon / 4)

## Titel in den Hot 100
| Eintritt | Titel                           | Interpreten            | Katalog-Nr. | Platz |
| -------- | ------------------------------- | ---------------------- | ----------- | ----- |
| 04/1960  | The Madison                     | Al Brown's Tunetoppers | 804         | 23.   |
| 01/1961  | Ghost Riders in the Sky         | The Ramrods            | 813         | 30.   |
| 08/1961  | Back Beat No. 1                 | The Rondells           | 825         | 72.   |
| 01/1962  | Motorcycle                      | Tico and the Triumphs  | 835         | 99.   |
| 11/1963  | Midnight Mary                   | Joey Powers            | 892         | 10.   |
| 02/1964  | Here Comes The Boy              | Tracey Dey             | 894         | 93.   |
| 05/1964  | Gonna Get Along Without You Now | Tracey Dey             | 901         | 51.   |
| 07/1964  | Handy Man                       | Del Shannon            | 905         | 22.   |
| 09/1964  | Do You Want to Dance            | Del Shannon            | 911         | 43    |
| 11/1964  | Keep Searchin'                  | Del Shannon            | 915         | 9.    |
| 01/1965  | It's Alright                    | Adam Faith             | 913         | 31.   |
| 02/1965  | Stranger in Town                | Del Shannon            | 919         | 30.   |
| 04/1965  | Talk About Love                 | Adam Faith             | 922         | 97.   |
| 05/1965  | Break Up                        | Del Shannon            | 925         | 95.   |
| 07/1965  | Ride Your Pony                  | Lee Dorsey             | 927         | 28.   |
| 12/1965  | Harlem Nocturne                 | The Viscounts          | 940         | 39.   |
| 01/1966  | Get Out of My Life, Woman       | Lee Dorsey             | 945         | 44.   |
| 07/1966  | Working in the Coal Mine        | Lee Dorsey             | 958         | 8.    |
| 10/1966  | Holy Cow                        | Lee Dorsey             | 965         | 23.   |
| 05/1967  | My Old Car                      | ee Dorsey              | 987         | 97.   |
| 10/1967  | Go-Go Girl                      | Lee Dorsey             | 998         | 62.   |
| 06/1969  | Everything I Do Gonna Be Funky  | Lee Dorsey             | 11055       | 95.   |

## Langspielplatten
| Interpreten               | Titel                                      | Katalog-Nr. | Jahr |
| ------------------------- | ------------------------------------------ | ----------- | ---- |
| The Tunetoppers           | The Madison Dance Party                    | A1          | 1960 |
| Will Jordan / Sandy Baron | Personalities of the World                 | A2          | 1961 |
| Joey Powers               | Midnight Mary                              | 8001        | 1964 |
| Various Artists           | The Authentic Jamaica Ska                  | 8002        | 1964 |
| Del Shannon               | Handy Man                                  | 8003        | 1964 |
| Del Shannon               | Sings Hank Williams                        | 8004        | 1965 |
| Adam Faith                | Adam Faith                                 | 8005        | 1965 |
| Del Shannon               | One Thousand Six Hundred Sixty One Seconds | 8006        | 1965 |
| Gertrude Berg             | How To Be A Jewish Mother                  | 8007        | 1965 |
| The Viscounts             | Harlem Nocturne                            | 8008        | 1965 |
| Pope Paul VI              | First Visit To the Americas                | 8009        | 1965 |
| Lee Dorsey                | Ride Your Pony - Get Out My Life, Woman    | 8010        | 1966 |
| Lee Dorsey                | The New Lee Dorsey                         | 8011        | 1966 |